# الحياوة (المخادر)

تعديل مصدري - تعديل

الحياوة هي إحدى قرى عزلة الشرف بمديرية المخادر التابعة لمحافظة إب، بلغ تعداد سكانها 110 نسمة حسب تعداد اليمن لعام 2004.